# Calvolia
Calvolia  (лат.) — род клещей (Hemisarcoptoidea) семейства Winterschmidtiidae из отряда Astigmata.
Более 30 видов. Европа, Азия, Африка. Обнаружены на различных группах насекомых, в том числе на жуках (Coleoptera), термитах (Isoptera), двукрылых (Diptera). Описанный первоначально как вид Calvolia antarctica Hughes, 1966 (Антарктика, Южные Сандвичевы острова) этот таксон позднее был включён в состав нового рода Neocalvolia. Род был выделен голландским зоологом и акарологом А. К. Удемансом (Anthonie Cornelis Oudemans; 1858-1943).
- Calvolia arboricola (Oudemans, 1928) (=Lenzia arboricola Oudemans, 1928)
- Calvolia bisculpturata Mahunka, 1974
- Calvolia domicola Oshima, 1979 — Япония
- Calvolia elongata  Volgin, 1980 — Казахстан
- Calvolia glabra  Womersley, 1941
- Calvolia hagensis  Oudemans, 1911[1]typus
- Calvolia hebeclinii  (Sicher, 1899)
- Calvolia heterocomus  (Michael, 1903) (=Tyroglyphus heterocomus Michael, 1903)
- Calvolia longireticulatae  Ramaraju & Mohanasundaram, 1999  — Индия (Chidambaram, Tamil-Nadu), хозяин: Meloidae (Coleoptera)[8]
- Calvolia marie Samsinak, 1989 — Конго (Киншаса); хозяин: муха Gymnometopina magna (Sphaeroceridae, Diptera)
- Calvolia priapus Volgin, 1980 — Азербайджан
- Calvolia solimani Eraky, 1999 — Египет (Aswan, Botanical Island). Форезия на термитах Amitermes desertorum (Insecta)
- Calvolia striata  Vitzthum, 1922
- Calvolia transversostriata  (Oudemans, 1931)
- Calvolia zachvatkini  Volgin, 1980 —  Россия
- Calvolia zaheri  Eraky, 1998 — Египет (New Valley, El Kharga); хозяин: Psammotermes hypostoma (Isoptera)